# Irupana
Irupana è un comune (municipio in spagnolo) della Bolivia nella provincia di Sud Yungas (dipartimento di La Paz) con 10.440 abitanti (dato 2010).

## Cantoni
Il comune è suddiviso in 6 cantoni (popolazione al 2001):
- Chicaloma - 1.177 abitanti
- Irupana - 5.200 abitanti
- Lambate - 2.693 abitanti
- Laza - 800 abitanti
- Taca - 1.080 abitanti
- Victorio Lanza - 1.168 abitanti